# Bechir Ben Saïd
Bechir Ben Saïd (ar. بشير بن سعيد; ur. 29 listopada 1994 w Kabis) – tunezyjski piłkarz grający na pozycji bramkarza. Od 2018 jest zawodnikiem klubu US Monastir.

## Kariera klubowa
Swoją piłkarską karierę Ben Saïd rozpoczął w klubie AS Gabès. W sezonie 2014/2015 stał się członkiem pierwszego zespołu. 21 września 2014 zadebiutował w nim w pierwszej lidze tunezyjskiej w zremisowanym 0:0 domowym meczu z Espérance Zarzis. W sezonie 2014/2015 spadł z nim do drugiej ligi, a w sezonie 2015/2016 wrócił do pierwszej. 
W lipcu 2018 Ben Saïd przeszedł do US Monastir. Swój debiut w nim zaliczył 1 września 2018 w przegranym 0:1 wyjazdowym spotkaniu z Club Africain. W sezonie 2019/2020 zdobył z Monastirem Puchar Tunezji.
| Sezon   | Klub        | Kraj    | Rozgrywki | Mecze | Gole |
| ------- | ----------- | ------- | --------- | ----- | ---- |
| 2014/15 | AS Gabès    | Tunezja | CLP-1     | 3     | 0    |
| 2015/16 | AS Gabès    | Tunezja | CLP-2     | ?     | 0    |
| 2016/17 | AS Gabès    | Tunezja | CLP-1     | 7     | 0    |
| 2017/18 | AS Gabès    | Tunezja | CLP-1     | 5     | 0    |
| 2018/19 | US Monastir | Tunezja | CLP-1     | 4     | 0    |
| 2019/20 | US Monastir | Tunezja | CLP-1     | 25    | 0    |
| 2020/21 | US Monastir | Tunezja | CLP-1     | 25    | 0    |

## Kariera reprezentacyjna
W reprezentacji Tunezji Ben Saïd zadebiutował 21 stycznia 2022 w przegranym 0:1 meczu Pucharu Narodów Afryki 2021 z Mali, rozegranym w Limbé. Na tym turnieju rozegrał również cztery inne mecze: grupowe z Mauretanią (4:0), z Gambią (0:1), w 1/8 finału z Nigerią (1:0) i ćwierćfinałowy z Burkiną Faso (0:1).